# Historia de O (película)
La Historia de O es una película francesa erótica de  1975. Se basa en la novela homónima escrita por Pauline Réage de 1954.

## Sinopsis
Una fotógrafa de moda joven conocida sólo como "O" (Corinne Clery) es llevada por su amante René (Udo Kier) al castillo de Roissy, donde está sujeta a varios rituales sexuales sadomasoquistas. Ella lleva un anillo como signo de su iniciación.
"O" se encuentra con una modelo llamada Jacqueline. René lleva a "O" a Sir Stephen H (Anthony Steel), que fue criado como hermano de este, y juntos la comparten. Sir Stephen además, la azota a menudo en la espalda. Más adelante, "O" es enviada por Sir Stephen a la casa de campo de Anne-Marie (Christiane Minazzoli) donde ella y otras mujeres jóvenes [...]
La visita de "O" concluye con la inserción de los anillos de Sir Stephen en sus labios de la vulva, y es marcada con un hierro candente con sus iniciales para indicar que es propiedad de Sir Stephen; lo que le da derecho a Sir Stephen hasta de compartirla con otros hombres, como el comandante (Gabriel Cattand) e Iván (Alain Noury).
Rene se obsesiona con Jacqueline, que ya era amante de "O", y esta última inicia a Jacqueline llevándola a Roissy para cedersela más adelante a Rene en agradecimiento por haberla cedido a Sir Stephen. Por último, y para poner a prueba el amor de Sir Stephen, "O" le hace una quemadura en la mano con la boquilla de un porta-cigarrillo.
- Datos: Q7491333
- Multimedia: Story of O (film) / Q7491333